# Cyclops bohater
Cyclops bohater är en kräftdjursart som beskrevs av Kozminski 1933. Cyclops bohater ingår i släktet Cyclops och familjen Cyclopidae. Inga underarter finns listade i Catalogue of Life.